# تشالة تشالة (مقاطعة تشرداول)
تشالة تشالة (بالفارسية: چاله چاله) هي قرية تقع في قسم زردلان الريفي (مقاطعة تشرداول) في إيران. يقدر عدد سكانها بـ 99 نسمة .